# Torneo Nacional de Boxeo Playa Girón 2010
Das Torneo Nacional de Boxeo Playa Girón 2010 wurde vom 21. bis zum 30. Januar 2010 in Santiago de Cuba ausgetragen und war die 49. Austragung der nationalen kubanischen Meisterschaften im Amateurboxen.

## Medaillengewinner
Die Meistertitel wurden in elf Gewichtsklassen vergeben.
| Gewichtsklasse                  | Gold                 | Silber            | Bronze             |
| ------------------------------- | -------------------- | ----------------- | ------------------ |
| Halbfliegengewicht (bis 48 kg)  | Daniel Matellon      | Yosvany Veitía    | Pablo Vicente      |
| Halbfliegengewicht (bis 48 kg)  | Daniel Matellon      | Yosvany Veitía    | Liober Ramírez     |
| Fliegengewicht (bis 51 kg)      | Yorman Rodríguez     | Olandy Regalado   | Desiderio González |
| Fliegengewicht (bis 51 kg)      | Yorman Rodríguez     | Olandy Regalado   | Robeisy Ramírez    |
| Bantamgewicht (bis 54 kg)       | Jorge Luis Mustelier | Marcos Forestal   | Andry Laffita      |
| Bantamgewicht (bis 54 kg)       | Jorge Luis Mustelier | Marcos Forestal   | Yumaiki Aguilar    |
| Federgewicht (bis 57 kg)        | Livan Herrera        | Roelkis Herrera   | Norlan Yera        |
| Federgewicht (bis 57 kg)        | Livan Herrera        | Roelkis Herrera   | Landy Guerra       |
| Leichtgewicht (bis 60 kg)       | Yasniel Toledo       | Antonio Bisset    | Cesar Portuondo    |
| Leichtgewicht (bis 60 kg)       | Yasniel Toledo       | Antonio Bisset    | Anniobis López     |
| Halbweltergewicht (bis 64 kg)   | Roniel Iglesias      | Richard Poll      | Disney Semanat     |
| Halbweltergewicht (bis 64 kg)   | Roniel Iglesias      | Richard Poll      | Yosvani Echevarria |
| Weltergewicht (bis 69 kg)       | Carlos Banteur       | Wilson Calvo      | Adrian Lescay Baro |
| Weltergewicht (bis 69 kg)       | Carlos Banteur       | Wilson Calvo      | Yordanis Duarte    |
| Mittelgewicht (bis 75 kg)       | Arisnoide Despaigne  | Rey Eduardo Recio | Randy Frometa      |
| Mittelgewicht (bis 75 kg)       | Arisnoide Despaigne  | Rey Eduardo Recio | Reinier Herrera    |
| Halbschwergewicht (bis 81 kg)   | Julio César La Cruz  | Georky Barrientos | Jorge Luis Garbey  |
| Halbschwergewicht (bis 81 kg)   | Julio César La Cruz  | Georky Barrientos | Yaikel Kindelán    |
| Schwergewicht (bis 91 kg)       | Osmay Acosta         | José Larduet      | Leinier Perot      |
| Schwergewicht (bis 91 kg)       | Osmay Acosta         | José Larduet      | Reinier Castillo   |
| Superschwergewicht (über 91 kg) | Robert Alfonso       | Yuniel Castro     | Yasmani Pérez      |
| Superschwergewicht (über 91 kg) | Robert Alfonso       | Yuniel Castro     | Noel Hernández     |